# Masakra w Szantung (2024)
Masakra w Szantungu – masowe morderstwo, do którego doszło w dniu 10 lutego 2024 roku we wsi Zhaike koło miasta Rizhao w prowincji Szantung w Chinach. Uzbrojona w karabin automatyczny osoba ostrzelała ludność cywilną wsi, po czym zaatakowała przybyłych na miejsce ratowników medycznych i policjantów, później uciekając z miejsca ataku i kontynuując zabijanie w pobliskich miejscowościach. Władze chińskie bezpośrednio po ataku zaczęły cenzurować wszelkie informacje pojawiające się w internecie na temat zbrodni, natomiast miejscowe władze uniemożliwiały mediom dostęp na miejsce tej tragedii. Liczba ofiar incydentu waha się, według różnych źródeł, od 14 do nawet 130 osób zabitych i co najmniej 40 rannych.

## Przebieg
Pierwszy atak wydarzył się nad ranem, przed godz. 7:00 kiedy napastnik zaatakował nożem 2 funkcjonariuszy przy ich mieszkaniach. Następnie ukrył się w okolicy i czekał, aż na miejscu zbierze się tłum osób. Gdy na miejscu zebrał się tłum osób oraz funkcjonariuszy służb ratunkowych i medycznych, zamachowiec wyszedł z kryjówki i ostrzelał ich z policyjnej broni automatycznej. Następnie uciekł z miejsca ataku i szedł od domu do domu, zatrzymując się i rozstrzeliwując całe rodziny.
Miejscowe służby oraz administracja wsi natychmiast rozpoczęły blokadę informacji (blackout) oraz zarządziły cenzurę, zakazując mieszkańcom roznosić informacje o tragedii komukolwiek spoza wsi, odcinając także dostęp do internetu. Wszystkie informacje, które zdążyły pojawić się w mediach zostały ocenzurowane – w tym czasie miejscowi mieszkańcy oraz inne osoby z Chin zaczęły wymieniać się niesprawdzonymi informacjami za pośrednictwem serwisów społecznościowych.
Napastnik został ujęty i zatrzymany przez miejscową policję w nieokreślonym czasie po dokonaniu ataku, prawdopodobnie w dniu 11 lutego, dzień po ataku.

## Ofiary
Liczba ofiar ataku nie jest do końca znana. Bezpośrednio po zdarzeniu pojawiły się informacje mówiące o 21 ofiarach i 40 rannych. W lokalnych mediach (przed usunięciem artykułów przez cenzurę) pojawiały się także szacunki mówiące o 14 ofiarach lub o nawet 60 ofiarach.
W dniu 11 lutego artykuły na temat zdarzenia opublikowało kilka niezależnych chińskojęzycznych mediów z siedzibami poza regionem administrowanym przez rząd ChRL – wśród tych mediów były m.in. News Directory 3 czy Aboluowang. W szacunkach tych mediów pojawił się bilans 120 ofiar śmiertelnych lub nawet 130 ofiar śmiertelnych. Według tych relacji wśród ofiar miało być wielu ratowników medycznych i policjantów, którzy przyjechali na miejsce. Wśród ofiar mieli być także członkowie rodziny wysoko postawionego urzędnika miejscowego oddziału partii komunistycznej.
W ciągu kilku dni po strzelaninie, nie poinformowało o niej żadne znaczące medium internetowe, poza wspomnianymi portalami – wynikało to z braku jakichkolwiek potwierdzonych informacji na ten temat; jedynymi mediami, którym udało się zweryfikować podstawowe informacje na temat zdarzenia były wspomniane News Directory 3 i Aboluowang.

## Sprawca
Sprawcą strzelaniny był 30-letni policjant z problemami psychicznymi. Według doniesień News Directory 3 i Aboluowang sprawca został niedługo przed atakiem wyrzucony z policji po tym jak wcześniej został przyłapany na popełnieniu przestępstwa i aresztowany. Wcześniej miał już wiele innych problemów, między innymi zatargi z miejscowym nauczycielem, który nauczał w szkole, do której kiedyś uczęszczał napastnik. Miał być również molestowany przez członka swojej rodziny jako dziecko. W momencie ataku miał posługiwać się bronią automatyczną oraz jeszcze inną sztuką broni, prawdopodobnie bronią pneumatyczną przerobioną na amunicję ostrą.

## Reakcje
Miejscowe władze nie ujawniły w ciągu kilku dni po tragedii żadnych informacji na jej temat, starając się nie dopuścić do tego, by informacja o niej trafiła poza Chiny. Miejscowi mieszkańcy wymieniali się informacjami o strzelaninie głównie za pośrednictwem mediów społecznościowych. Wiele osób wyrażało tam swój smutek i żal z powodu tragedii.
Na portalu społecznościowym Twitter pojawiło się kilka filmów z miejsca ataku, opublikowanych przez sygnalistów. Widać było na nich zastępy policji i wojska otaczające bramy wjazdowe i autostrady prowadzące do wsi.
Wiele osób wyrażało za pośrednictwem internetu swoje oburzenie z powodu cenzury informacji na temat zbrodni. Kilka osób zorganizowało akcję solidaryzowania się z rodzinami zabitych ratowników medycznych oraz wzywało do pociągnięcia rządzących wsią do odpowiedzialności za zaniedbanie obowiązków. Wkrótce rząd rozpoczął cenzurowanie wpisów na portalach społecznościowych oraz zabronił mieszkańcom wychodzenie poza mury miasta i roznoszenie jakichkolwiek informacji na temat zbrodni, pod groźbą kar. Kilku sygnalistów, którzy przyjechali na miejsce i na własną rękę relacjonowali sytuację, opisało później strzelaninę w Szantungu jako największą zbrodnię kryminalną w historii Chin.